# Rhythm Amongst the Chaos
Rhythm Amongst the Chaos – czwarte wydawnictwo muzyczne, a jednocześnie drugi minialbum hardcore’owego zespołu Terror wydany w 2007 nakładem Reaper Records oraz Reflections Records.

## Lista utworów
1. "Rhythm Against The Chaos"
2. "Disconnected"
3. "Vengeance Calls On You"
4. "Arms Of The Truth"
5. "Kickback" (cover Breakdown)

## Twórcy
Członkowie zespołu
- Scott Vogel – śpiew
- Nick Jett – perkusja, inżynier dźwięku, producent muzyczny
- Doug Webber – gitara elektryczna

Inny udział
- Vinnie Paz (Jedi Mind Tricks) udzielił głosu w utworze "Kickback" (cover zespołu Breakdown).